# Karl Christian Planck

Karl Christian Planck (Um 1880)

Karl Christian Planck (* 17. Januar 1819 in Stuttgart; † 7. Juni 1880 in Winnenden) war ein deutscher Naturphilosoph und Vertreter des Reinen Realismus.
Planck gehört zu den Philosophen, die sich den zu seiner Zeit aktuellen Strömungen des Positivismus, Materialismus und Darwinismus entgegenstellten. Zwar erkannte er die Leistungen der Naturwissenschaften an, versuchte diese aber in ein System einzugliedern, in dem die menschliche Gesellschaft sich von ethischen Maßstäben leiten lässt und die naturwissenschaftlichen und technischen Fortschritte nicht zu inhumanen Zwecken verwendet werden. Seine Theorien fanden kaum Anerkennung. Auch war ihm eine akademische Laufbahn, die er immer angestrebt hatte, verwehrt.

## Leben
Karl Christian Planck wurde am 17. Januar 1819 als Sohn eines Hofkammer-Revisors geboren. Er verbrachte seine ersten Lebensjahre in Stuttgart und dem damals noch ländlichen Stammheim. Dann kam er 1824 nach Großbottwar zum Großvater Megenhardt der ihm ersten Unterricht erteilte, und um von dort seine Grundschulzeit zu absolvieren. Im Jahre 1830 erhielt sein Vater eine Anstellung in Blaubeuren, wo er in der dortigen Lateinschule auf die Prüfungen für das evangelisch-theologische Seminar vorbereitet wurde. Aber schon 1832 erfolgte eine neue Trennung vom Elternhaus durch seinen Eintritt in das Seminar Schönthal, das er vier Jahre später als einer der besten Absolventen verließ.
Karl Christian Planck studierte ab 1836 Theologie an der Universität Tübingen als Stipendiat des Evangelischen Stifts Tübingen bis zum ersten Examen 1840, ohne das übliche Vikariat anzutreten. Hier bearbeitete er 1839 eine herausfordernde Aufgabe zur „Einheit des historischen und des idealen Christus“. Im darauffolgenden Jahr promovierte er zum Doktor der Philosophie mit dem Thema Die Völker der neueren Zeit. Darüber hinaus veröffentlichte er wissenschaftliche Aufsätze in den „Hallischen Jahrbüchern“ und den „Berliner Jahrbüchern für wissenschaftliche Kritik“. In den folgenden zwei Jahren bis 1842 führte er eine Reise durch, die ihn über Heidelberg, Bonn und Göttingen bis nach Berlin und Dresden führte. In Berlin hörte er Vorlesungen bei Wilhelm Vatke und lernte den Theologen Philipp Konrad Marheinecke (1780–1846) kennen. Mit ausgewählten Kunststudien beschäftigte er sich dann in Dresden und kehrte von dort nach Blaubeuren zurück.
Zu Hause wieder ankommen wurde er im Mai 1842 Verweser des zweiten Stadtpfarramts in Blaubeuren. Aus dieser Zeit sind Predigt-Texte und theologische Veröffentlichungen erhalten. Schon in seiner Zeit am Tübinger Stift entstanden seine ersten philosophischen Arbeiten. Im Herbst 1843 wurde Planck als Repetent an das Seminar Maulbronn berufen, im August 1844 in gleicher Funktion dann zum Tübinger Stift. In dieser Zeit veröffentlichte er mehrere Aufsätze in Zellers theologischen Jahrbüchern. In Tübingen hatte der Verfechter der Hegelschen Schule Ferdinand Christian Baur (1792–1860) großen Einfluss auf ihn. Im Stift hielt er theologische Vorträge als Privatdozent der Philosophie und habilitierte sich 1848 im März an der Universität. Noch im September wurde er Nachfolger des Stiftsbibliothekars Albert Schwegler (1819–1858). Seine Vorträge, die er bis 1852 hielt, betrafen vor allem Themen der theoretischen und praktischen Philosophie, der Religionsphilosophie und der Kunstmythologie.
Neben seiner Vortragsarbeit und den Aufgaben als Stiftsbibliothekar setzte sich Planck wissenschaftlich mit dem bestehenden theologischen System und der Entwicklung der Philosophie auseinander. Als Ergebnis erschien 1850 sein Hauptwerk „Die Weltalter“ mit dem ersten Teil „System des reinen Realismus“ und bereits ein Jahr darauf der Teil 2 „Das Reich des Idealismus oder zur Geschichte der Philosophie“. Er verfolgte damit die Zielstellung, eine beglückende Weltverbesserung, auf dem Weg durchgreifender Umgestaltungen des religiösen Bewusstseins, des Staates und der Gesellschaft, zu erreichen. Als Ergebnis, so sein Wunsch, könnte dann eine universelle geistige und bürgerliche Wiedergeburt des Menschen stehen. Jedoch war die von ihm in dem Werk gewählte Darstellungsform nur sehr schwer verständlich, es wirkte eher abstoßend auf den Leser und besaß dadurch kaum Anziehungskraft. An diese Gedanken anknüpfend erschien 1852 sein „Katechismus des Rechts oder Grundzüge einer Neubildung der Gesellschaft und des Staates“ in dem er zahlreiche Vorschläge erneut aufgriff.
Da aber eine ordentliche Professur für Karl Christian Planck nicht in Aussicht stand, studierte er zusätzlich klassische Philologie und wurde 1855 Gymnasiallehrer in Ulm. In dieser Arbeit fand er aber keine innere Befriedigung. Deshalb wurde ihm 1869 der Unterricht in philosophischer Propädeutik und deutscher Literaturgeschichte in den oberen Klassen übertragen und er wechselte deshalb nach Blaubeuren in gleicher Funktion., um dann endlich 1879 in Maulbronn zum Ephorus ernannt zu werden. Seine wissenschaftlichen Studien und die Herausgabe von Schriften setzte er in dieser Zeit intensiv fort. So vertrat er seine naturphilosophischen Ansichten in dem 1862 erschienenen Werk „Grundzüge der genetischen Naturwissenschaft“ und in der Arbeit „Grundlinien einer Wissenschaft der Natur“ 1864. Tief erschüttert war er von den Ereignissen des preußisch-österreichischen Krieges 1866 und richtete daraufhin heftige Vorwürfe gegen Otto von Bismarck. In der programmatischen Schrift „Süddeutschland und der deutsche Nationalstaat“ fasste er dann seine Bewertung zu den Ereignissen nochmals zusammen.
Etwa ab 1870 begann sich bei Karl Christian Planck ein deutlicher Bruch abzuzeichnen, der zunehmend in seinen Arbeitsergebnissen, Darstellungsformen und auch Verhaltensweisen zum Ausdruck kam. Zunächst wiederholte er in seiner Veröffentlichung „Gesetz und Ziel der modernen Kunstentwicklung im Vergleich mit der antiken“ 1870 viele bereits in früheren Schriften vorgenommene Erörterungen über das Wesen der Kunst. Im Folgejahr griff er auch in „Seele und Geist oder Ursprung. Wesen und Tätigkeitsformen der psychischen und geistigen Organisation“ seine alten naturphilosophischen und anthropologischen Ansichten mit umfangreichen Wiederholungen und Argumentationen wieder auf, ohne dabei aber neue Gedankenansätze zu liefern. Die aus früheren Werken bereits bekannte umständliche Darstellungsform wurde weiter verkapselt und hinterlässt zum Teil den Eindruck, dass es gar nicht mehr um Klarheit des Formulierens einer Erkenntnis, sondern vielmehr um das sture Festhalten an einzelnen durch ihn vor Jahren gewonnenen Feststellung geht. Das gipfelt in einer Aussage von 1871, dass er sich selbst für den „nationalen Messias“ des deutschen Volkes halte. In ganz besonderer Weise kommt das zum Ausdruck in seiner heftigst vorgetragenen Kritik am Darwinismus, dem er Unwahrheit und Flachheit vorwarf. Aber dabei selbst nicht zur Kenntnis nahm, dass sich die Basis und Erkenntnisfähigkeit der Wissenschaft auf diesem Gebiet und zu dieser Zeit schon wesentlich weiterentwickelt hatte.
Ungebrochener Arbeitseifer, die Herausgabe weiterer Werke und Aufsätze in unterschiedlichsten Zeitschriften kennzeichneten seinen weiteren Arbeitsstil. So schrieb er zur Säculärfeier der Tübinger Universität 1877 den Text: „Ziel und Entwicklungsgesetz der alten Philosophie“. Noch im gleichen Jahr brachte er erneut seine kritische Haltung der bestehenden Wissenschaftslehre mit der Schrift „Logisches Causalgesetz und natürliche Zweckthätigkeit, zur Kritik aller kantischen und nachkantischen Begriffsverkehrungen“ zum Ausdruck. Im Jahr 1879 trat er eine lange geplante Studienreise nach Neapel an. Kurz nach seiner Rückkehr brach im Herbst ein Nervenleiden aus, das ihn völlig arbeitsunfähig werden ließ. Daraufhin bat er um die Enthebung von seinen Ämtern. Mit tiefen Depressionen und wechselseitig spontan aufkommenden fixen Ideen wurde er zur Behandlung seines Leidens in die württembergische Klinik für Psychiatrie Schloß Winnenthal eingeliefert.
Karl Christian Planck war verheiratet mit Auguste geborene Wagner. Aus der Ehe gingen sieben Kinder hervor. Als viertes Kind wurde 1861 die Tochter und spätere Verfechterin von Frauen- und Friedenspositionen Mathilde Planck (1861–1955) geboren. Mit Max Planck war er entfernt verwandt. Der Vater des Physikers und Nobelpreisträgers, Wilhelm von Planck, war ein Cousin sechsten Grades des fast gleichaltrigen Karl Christian Planck. Der letzte gemeinsame Vorfahr, Wolf Planck, lebte im 17. Jahrhundert, und war der Ur-Ur-Großvater von Gottlieb Jakob Planck, dem Urgroßvater Max Plancks.
Die letzten Wochen seines Lebens verbrachte Karl Christian in der Anstalt Winnenthal. Hier verstarb er auch am 7. Juni 1880 und wurde auf dem Pragfriedhof Stuttgart in der Grabstelle der Familie Planck beigesetzt.

## Werk
Zu Plancks schriftlichen Werken ist als Erstes zu bemerken, dass sie in den Lesesälen großer Bibliotheken physisch nur schwer zugänglich sind. Die Auflagen waren zur Zeit ihrer Veröffentlichung jeweils bis auf eine Ausnahme recht klein. Der Katechismus des Rechts wurde von Planck auf eigene Kosten gedruckt und musste dann als Ladenhüter zu Makulatur verarbeitet werden.
Planck wird berechtigterweise aus Wissenschaftskreisen vorgeworfen, dass er zwar umfangreiche Ausführungen macht, aber seine Quellen kaum ausführlich dokumentierte. Dabei ging er wohl davon aus, dass seine Leser im gleichen Maß Teilhaber am Kanon der Weimarer Klassik und der Philosophie des Deutschen Idealismus wären wie er selbst (siehe dazu die Übersichten bei Schlosser). Darüber hinaus sollten zumindest Jean Paul Richter, David Friedrich Strauß, Carl Gustav Carus, Justinus Kerner und Plancks Zugehörigkeit zur Tübinger Schule (bei Ferdinand Christian Baur) besonders hervorgehoben werden, um Plancks Gedankengängen zum großen Teil folgen zu können. Als entscheidende Umwälzung betrachtete Planck die Philosophie von Jakob Friedrich Reiff, in der er eine „zweite kantische Kritik in höherer Instanz“ erblickte. Er benannte insbesondere das Reiff'sche 'System der Willensbestimmungen' als Voraussetzung und letzte Vorstufe seines eigenen Systems.
Offensichtlich aus seinen Vorlesungs-Skripten heraus entwickelte Planck seine grundlegenden Ideen und präsentierte diese der Öffentlichkeit ab 1849 in Die Weltalter. Das philosophische System, das er in dieser Schrift entwickelte, stieß aber auf recht wenig öffentliches Interesse. Auch in den Folgejahren unternahm er weitere Anstrengungen, um seine Gedankengänge publik zu machen. So entstanden die Bücher Katechismus des Rechts (1852), Grundlinien einer Wissenschaft der Natur, Seele und Geist (1871) und zahlreiche weitere Schriften. Aber diese späteren Arbeiten lassen eher vermuten, dass kaum neue Gedanken hinzugekommen sind, aber er dennoch die alten Positionen mit noch größerem Nachdruck und heftig werdender Polemik zu verteidigen suchte. Besonders dann am Beispiel seiner Angriffe auf den Darwinismus und der Entwicklung einer Wissenschaftslehre, die der Seinen völlig gegensätzlich war bleibt, der Eindruck, dass er sich der Realität mit Heftigkeit entgegenzustellen versucht. Ein Jahr nach Plancks Tod gab sein Freund Karl Reinhold von Köstlin das Testament eines Deutschen heraus, in dem seine Hauptgedanken noch einmal verdeutlicht wurden.
Neben den bereits genannten Schriften verfasste Planck auch Anthropologie und Psychologie auf naturwissenschaftlicher Grundlage (1874), Bismarck: Süddeutschland und der deutsche Nationalstaat (1872) und Logisches Causalgesetz und natürliche Zweckmäßigkeit (1874). 1843 gründete er zusammen mit Albert Schwegler und Eduard Zeller die Jahrbücher der Gegenwart, die als Organ des schwäbischen Hegelianismus auftraten.

## Wirkung bei Zeitgenossen und Nachgeborenen
Planck tritt in den frühen Jahren mit einem fertigen Universal-Konzept an die Öffentlichkeit, das er bis zu seinem Tod im Wesentlichen nicht mehr ändert. Um nicht missverstanden zu werden, fügt er häufig eine Fülle von Argumentationsketten an und wird dadurch sehr umständlich. Obwohl es dazu auch Ausnahmen gibt, wie sein Psychogramm über Jean Paul zeigt. Diese Arbeit ist leicht nachvollziehbar ausgearbeitet und öffnet auch heutigen Lesern einen sehr guten Zugang zu diesem Schriftsteller. Abgesehen von einigen Freunden und Schülern ist Planck zu seinen Lebzeiten ignoriert worden, obwohl Spuren in den französischen und skandinavischen Sprachraum verfolgt werden können (etwa zu Jules Correvon oder Harald Høffding). Die Eintragungen in den Lexika verschweigen fast durchwegs die sozialrevolutionären Aspekte seines Schaffens. Johannes Heinßen insinuiert, dass Planck sehr wohl Bestandteil des Bildungsbürgertumkanons gegen Ende des 19. Jahrhunderts war.
Aus heutiger Sicht kann Karl Christian Planck als Visionär gelten, der erst später von Nachgeborenen richtig erkannt worden ist. So vor allem, weil er davon ausgeht, dass aus einer ursprünglichen Ganzheit Teile sich Schritt für Schritt verselbständigen, die aber immer untereinander in Verbindung bleiben. Als Geschichts- und Religionsphilosoph sieht er den ursprünglichen Menschen als Wollenden eins mit der Natur. Sobald das Denken sich verselbständigt, wird hinter der Natur ein jenseitiger Wille wahrgenommen – es entsteht die Religion, die sich über mehrere Schritte entwickelt, kulminierend in Jesus, der das Jenseitige in sich selbst entdeckt. Durch die Erwartung einer „neuen Erde“ haben Jesus und seine Anhänger es allerdings versäumt, sich um die rechtliche Ausgestaltung des Evangeliums zu kümmern.
Als Ansporn mochte Planck Fichtes Satz gestanden haben: „Es ist Bestimmung des Staates, jedem erst das Seinige zu geben, ihn in sein Eigentum erst einzusetzen und ihn sodann erst ihn dabei zu schützen.“ Direkt hat Planck diesen Satz umgesetzt in die Maxime, dass der Boden Allen gehört, und dass Jeder seinen Anteil für den eigenen Broterwerb daran haben muss. Dies ist nun das konsequente Anliegen von Planck als Rechtsphilosoph, wie es gedrängt in seinem Katechismus des Rechts oder Grundzüge einer Neubildung der Gesellschaft und des Staats gleich eingangs zum Ausdruck kommt: „Jeder Mensch hat von Natur ein Anrecht auf den Boden, aus welchem er die Mittel für sein Dasein entnehmen muß; jeder Mensch hat den rechtlichen Anspruch, daß ihm für seine Arbeit in der menschlichen Gemeinschaft auch das zu Theil werde, wessen er als Mensch bedarf, dass er leiblich und geistig sich zu dem ausbilden könne, wozu er als Mensch berufen ist.“ Das Ziel ist eine weltweite Gesellschaft, die alle Jenseits-Hoffnungen ins Diesseits integriert, um so wieder die ursprüngliche Einheit zu erreichen. In seinem Testament eines Deutschen steigert Planck diese Ideen zu einem „Evangelium der Menschheit – Das Ziel und die Vollendung“.
Mit der Unterscheidung von Erwerbsarbeit und Berufstätigkeit nimmt Planck das Konzept der „neuen Arbeit“ von Fritjof Bergmann vorweg. Schließlich könnten sich attac und die Initiativen für ein Bedingungsloses Grundeinkommen in seinen Schriften wiedererkennen. Karl Christian Planck ist leider auch ein sehr präziser Prophet gewesen. Viele Jahre hat er sich als gesamtdeutscher Patriot gegen die preußisch-militaristische Einigung Kleindeutschlands gewehrt. Noch während des Deutsch-Französischen Kriegs schrieb er 1870 auf Seite IX seines Vorworts zu Seele und Geist: „...(die) militärisch-gewaltsame Einigungsform (...) drängt (...) vollends zum letzten umfassendsten und blutigsten Kampfe hin, nach Osten und Westen, nach Süden und Norden zugleich“. Über seinen Vater Otto Ludwig Umfrid auf Planck aufmerksam geworden, hat der „Friedenshetzer“ Otto Umfrid dieses Vermächtnis zusammen mit der Tochter Mathilde Planck versucht am Leben zu halten, so kurz vor dem Ersten Weltkrieg mit seiner Broschüre Völkerevangelium.
Adolf Baumeister hat versucht, den Natur- und Religionsphilosophen Planck populär zu machen, gerade wie Mathilde Planck, die bis ins höchste Alter sich um seine Rechtsphilosophie bemühte. Eine Biographie Karl Christian Plancks wurde von seiner Tochter Mathilde erst 1950 verfasst und herausgegeben.

## Ehrungen

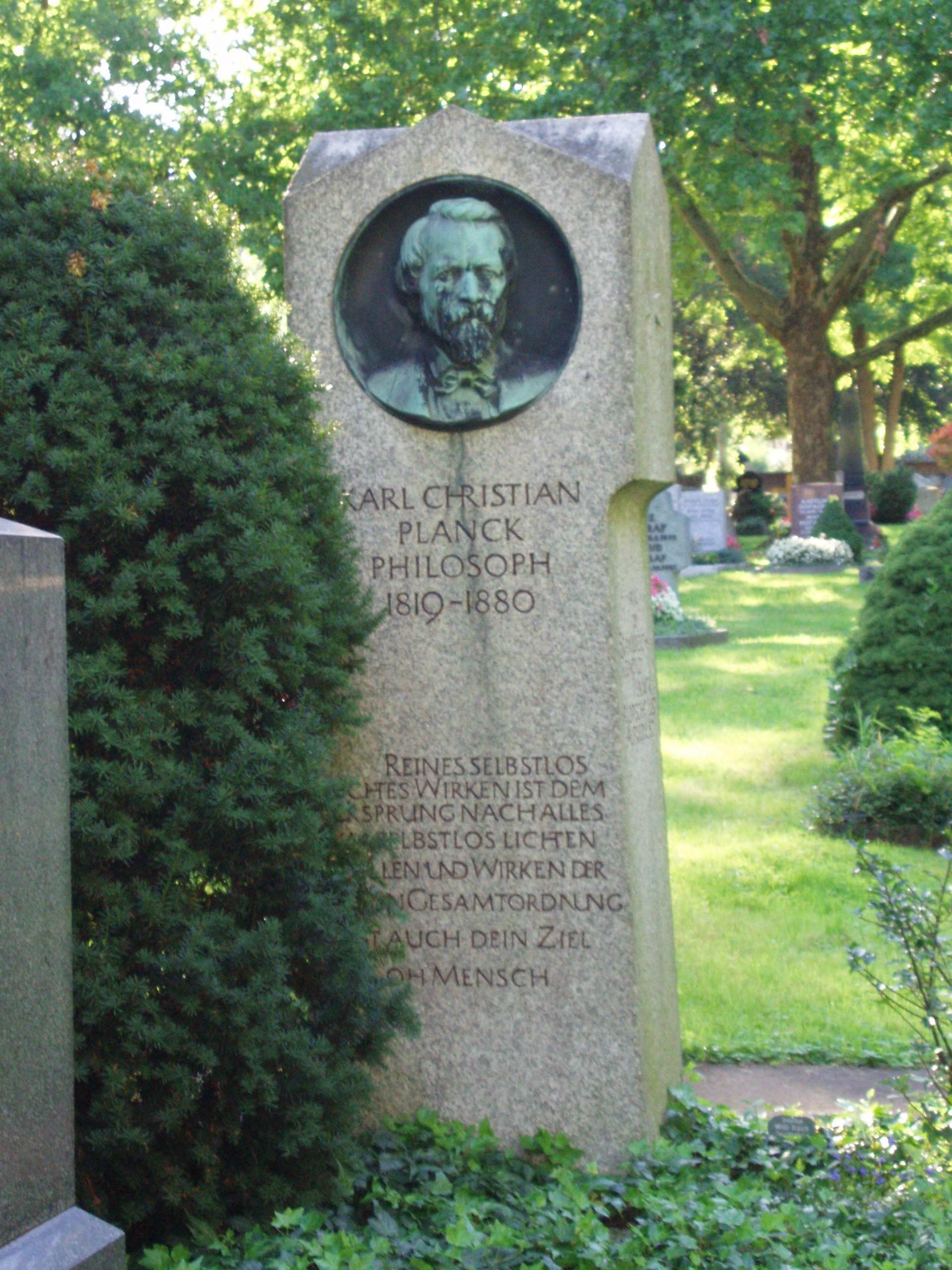
Plancks Grab auf dem Pragfriedhof Stuttgart

Nach Karl Christian Planck ist ein Seniorenstift in Blaubeuren benannt. Eine Gedenktafel ist angebracht am ersten Wohnsitz (1854–1860) Plancks in Ulm im damals anrüchigen Fischerviertel, zwischen zwei Blau-Armen gegenüber dem Haus Zum Wilden Mann. Die Inschrift auf dem kleinen Denkmal (siehe Abbildung) lautet:
„Reines selbstlos lichtes Wirken ist dem Ursprung nach alles
Im selbstlos lichten Wollen und Wirken der Gesamtordnung ist auch dein Ziel oh Mensch“

## Zitatnachweis
1. ↑  Carl von Prantl, Carl Christian Planck, Allgemeine Deutsche Biographie, 1888  in: https://www.deutsche-biographie.de/pnd11859480X.html
2. ↑  Mathilde Planck: Karl Christian Planck. Frommanns, Stuttgart 1950
3. ↑  Arndt Richter: Ahnenliste von Max (Maximilian) Planck, Physiker, 1858–1947 (Auszug). (PDF) In: genetalogie.de. 24. Juni 2010, abgerufen am 16. November 2023.
4. ↑  Karl Christian Planck: Zur Kritik des Reiff’schen Systems. In: Jahrbücher der Gegenwart. Tübingen: Fues, 1844, S. 911–944, hier S. 941.
5. ↑  'Weltalter' S. X-XII und § 22 des ersten Teils (S. 264 ff.). Vgl. Erdmann, Johann Eduard: Grundriss der Geschichte der Philosophie. Zweiter und letzter Band. Philosophie der Neuzeit, vierte Auflage. Berlin 1896, S. 748.
6. ↑  aus: Geschlossener Handelsstaat, Buch 1, Kapitel 1

## Werke
- Die Völker Europas, 1840 (Dissertation, Verbleib unbekannt)
- Europa und der Orient, (in Hallische Jahrbücher, Nr. 283–286), 1840
- Das Prinzip des Ebionitismus, 1843
- Kirchliche und nationale Reformation, (in Jahrbücher der Gegenwart, S. 488 ff), 1845
- Der Ursprung des Mosaismus, (in Zellers Theologische Jahrbücher, H. 3–4), 1845
- Judentum und Urchristentum, (in Zellers Theologische Jahrbücher, H. 2–4), 1847
- Die Weltalter, Buchhandlung Zu-Guttenberg, Tübingen:
  - 1. Theil: System des reinen Realismus, 1850
  - 2. Theil: Das Reich des Idealismus oder zur Geschichte der Philosophie, 1851
- Die Grundlagen des Erlösungsbegriffs, (in Zellers Theologische Jahrbücher, H. 1), 1851
- Katechismus des Rechts, 1852
- Das Christentum und die Rechtsaufgaben der Gegenwart, (in Zellers Theologische Jahrbücher, S. 469 ff.), 1852
- Ueber die wahre positive Bedeutung des Rechtsbegriffes, (in Allgemeine Monatsschrift für Wissenschaft und Literatur, S. 907 ff), 1852
- Die soziale Frage auf deutschem Boden, (in Deutsches Museum, Nr. 15–17), 1854
- Rußland und die Russenfurcht, 1854
- Der bürokratische Staat nach seinem Ausgangspunkt und Ziel, (in Deutsche Vierteljahresschrift, III.), 1857
- Das Kirchentum unserer Tage und seine Stellung zu den Aufgaben der Gegenwart, (in Deutsches Museum, Nr. 40 f), 1857
- Zur Unterrichtsfrage der Gegenwart, (in Deutsche Vierteljahresschrift, III.), 1859
- Deutschland und der Napoleonismus, 1860
- Das industrielle Deutschland als Übergang vom humanistischen zum frei bürgerlichen und nationalen, (in Grenzboten). Oktober 1861
- Grundzüge der genetischen Naturwissenschaft, 1862
- Grundlinien einer Wissenschaft der Natur, 1864
- Sechs Vorträge über die rechtlich-bürgerlichen Aufgaben der deutschen Nation, gehalten vor der Ulmer Bürgerschaft 1866
- Bismarck, 1866
- Jean Paul’s Dichtung im Lichte unserer nationalen Entwickelung, 1867, Neuausgabe 2013, ISBN 978-3-942594-57-8
- Süddeutschland und der deutsche Nationalstaat, 1868
- Parmenides, 10. Bändchen zu Platos ausgewählten Werken – Einleitung und Übersetzung, 1868
- Grundzüge der organischen Naturansicht, 1869
- Gesetz und Ziel der modernen Kunstentwickelung im Vergleich mit der antiken, 1870
- Seele und Geist oder Ursprung, Wesen und Thätigkeitsform der psychischen und geistigen Organisation, 1871
- Wahrheit und Flachheit des Darwinismus. Ein Denkstein zur Geschichte heutiger deutscher Wissenschaft. Beck, Nördlingen 1872
- Grundriss der Logik als kritische Einleitung zur Wissenschaftslehre, 1873
- Anthropologie und Psychologie auf naturwissenschaftlicher Grundlage, 1874
- Manchestertum und deutscher Beruf, (in Tübinger Zeitschrift für Staatswissenschaft, S. 304 ff), 1875
- Logisches Causalgesetz und natürliche Zweckthätigkeit. Zur Kritik aller kantischen und nachkantischen Begriffsverkehrung, 1877
- Ziel und Entwickelungsgesetz der alten Philosophie, 1877
- Die Not im Reiche, (in Allgemeine Zeitung, Nr. 252 ff). 1878
- Testament eines Deutschen. Philosophie der Natur und Menschheit, hg. v. Karl Reinhold Köstlin. Fues, Tübingen 1881
- Deutsche Zukunft. Ausgewählte politische Schriften, hg. v. Mathilde Planck. Drei Masken, München 1925